# خيف بني كنانة
خيف بني كنانة هو موضع في منى، ومنه سُمّي مسجد الخيف من منى. والخيف : هو ما انحدر من غلظ الجبل وارتفع عن مسيل الماء ، وبنو كنانة قبيلة عربية يسكن بعضها مكة المكرمة وخيف بني كنانة هو المحصّب وهو بطحاء مكّة ، وقيل : مبتدأ الأبطح ، وهو الحقيقة لأنّ أصله ما انحدر من الجبل وارتفع عن المسيل . قال الحازميّ : خيف بني كنانة بمنى نزله رسول الله صلّى الله عليه ]وآله [وسلّم (370) .